# Грайфсвальдский университет
Университет Грайфсвальда (нем. Universität Greifswald, лат. Alma Mater Gryphiswaldensis, Universitas Gryphiswaldensis или Academia Gryphica) — университет в ганзейском городе Грайфсвальд в германской земле Мекленбург-Передняя Померания, около 200 км севернее Берлина.

## История
Университет был основан 17 октября 1456 году и является вторым старейшим университетом в регионе Балтийского моря и седьмым старейшим в Германии. К основанию университета приложил большие усилия бургомистр Грайфсвальда (и первый ректор) Генрих Рубенов. Университет был основан с разрешения короля и после получения одобрения (привилегии) папы под защитой померанского герцога Вартислава IX.
В год прихода к власти нацистов (1933) университет получил имя Эрнста Морица Арндта, известного своими антисемитскими и националистическими взглядами. Арндт, в 1791 году закончивший факультет богословия в Грайфсвальде, здесь преподавал (с перерывами) с 1800 по 1811 годы. Именно здесь он опубликовал свои социально-критические труды «Versuch einer Geschichte der Leibeigenschaft in Pommern und Rügen», «Germanien und Europa» и первую часть «Geist der Zeit». До наших дней ведутся обсуждения о переименовании университета в честь менее спорной личности, но пока они не нашли широкой поддержки. В 2018 году университет сменил название на Университет Грайфсвальда.

## Современность
Университет насчитывает примерно 5000 сотрудников и таким образом является одним из крупнейших работодателей в федеральной земле Мекленбург-Передняя Померания. Около двух третьих 12 000 студентов являются приезжими из других земель Германии и из-за рубежа.
Университет состоит из пяти факультетов, которые в свою очередь подразделяются на институты и клиники.
- Теологический факультет — самый маленький из факультетов. Он занимается евангелической теологией.
- Юридический факультет включает институты правоведения и делового администрирования/микроэкономики.
- Медицинский факультет включает институты общей медицины и стоматологии. Является одним из самых престижных в Германии: на 95 мест претендует ежегодно около 2100 желающих.
- Философский факультет включает институты: философии, несколько филологических (феннистики, славистики, балтистики, скандинавистики, германистики и американистики/англистики), политологии и коммуникации, психологии, истории, искусствоведения и церковной музыки. Является самым крупным факультетом университета.
- Математический-естественнонаучный факультет включает институты биологии (ботаника, микробиология, генетика, зоология и экология), биохимии, географии и геологии, математики и информатики, фармации и физики.

## Известные студенты и преподаватели
- Аншюц, Август — профессор права.
- Альвардт, Вильгельм Теодор — немецкий ориенталист.
- Борггреве, Берхард — немецкий лесовод и ботаник.
- Бернгейм, Эрнст — историк, источниковед.
- Браун, Максимилиан Кристиан Густав Карл (1850—1930) — немецкий зоолог.
- Сергей Бубнов (1888—1957) — немецкий геолог и геотектоник.
- Будге, Людвиг Юлиус (1811—1888) — нем. анатом и физиолог.
- Бюлов, Бернхард фон — рейхсканцлер Германской империи.
- Гофмейер, Макс (1854—1927) — немецкий гинеколог.
- Гравиц, Пауль — патолог.
- Герхард Домагк —  медик, Нобелевский лауреат.
- Йоханнес Штарк —  физик, Нобелевский лауреат.
- Карл Христиан Фридрих фон Ледебур — ботаник.
- Наук, Эрнст Георг — бактериолог и гигиенист.
- Отто фон Бисмарк — немецкий канцлер.
- Оберлендер, Теодор — политик.
- Давид Христиани, математик.
- Циммер, Генрих (кельтолог) — филолог, кельтолог.
- Арнольд Шефер — историк.
- Шифф, Фриц — бактериолог.
- Штарк, Йоханнес — физик, Нобелевский лауреат.

## Ректоры
- 1456, 1459 Генрих Рубенов
- 1544, 1547 Иоанн Книпстро
- 1558 Иоганн Фридрих I
- 1559 Богуслав XIII
- 1560 Эрнст Людвиг
- 1634—1635 Эрнст Богуслав фон Крой
- 1733 Христофор Неттельблатт
- 1787, 1802 Кристиан Эренфрид Вайгель
- 1812, 1818 Людвиг Козегартен
- 1827 Христиан Вильгельм Альвардт
- 1829, 1838, 1851 Иоганн Готтфрид Людвиг Козегартен
- 1832, 1841, 1847, 1856 Георг Фридрих Шёманн
- 1836 Кристиан Фридрих Хорншух
- 1839 Иоганн Август Грунерт
- 1845, 1854 Карл Георг Кристоф Безелер
- 1848 Вильгельм Баум
- 1857, 1863 Генрих Адольф фон Барделебен
- 1867 Людвиг Юлиус Будге
- 1873 Вильгельм Теодор Альвардт
- 1876  Фридрих Мозлер
- 1877 Карл Гютер
- 1881 Леонард Ландуа
- 1883 Герман Кремер
- 1884 Вильгельм Шуппе
- 1890 Александр Райффершайд
- 1891 Генрих Фридрих Циммер
- 1896 Пауль Гравиц
- 1899 Эрнст Бернгейм
- 1903 Фридрих Лёффлер
- 1906 Роберт Бонне
- 1907 Отто Зеек
- 1916 Густав Ми
- 1923 Карл Теодор Фален